# 28004 Terakawa
28004 Terakawa (1997 XA) là một tiểu hành tinh vành đai chính được phát hiện ngày 2 tháng 12 năm 1997 bởi M. Akiyama ở Mishima.